# Bear vs. Shark
I Bear vs. Shark sono stati una band emo statunitense di Highland, nel Michigan.

## Storia
La band si formò quando i futuri componenti erano tutti al college e suonavano in band differenti. Presto il primo batterista della band Brandon Moss lasciò il gruppo e fu sostituito da Ashley Horak. Il gruppo ha citato come sue influenze il rock & roll e il punk, oltre a The Clash, Fugazi, Chiodos e Motown.
La band inviò una demo alla Equal Vision Records e immediatamente un rappresentante dell'etichetta si recò dal gruppo per firmare un contratto. Dalla pubblicazione di Right Now You're in the Best of Hands... la band è stata in tour in tutti gli USA e ha aperto concerti di band come Coheed and Cambria. I Bear vs Shark si guadagnarono rapidamente l'attenzione di fan e critici musicali. La band è nota anche per le sue energiche performance live; in particolare Marc Paffi si muoveva freneticamente sul palco durante i concerti.
Il 21 dicembre 2005 la band ha annunciato lo scioglimento in un messaggio sul suo sito ufficiale. Ufficialmente la band non ha chiarito i motivi della rottura, ma John Gaviglio scrisse nell'Alternative Press del dicembre 2005 un editoriale in cui esprimeva la stanchezza causata dai lunghi tour.

## Post Bear vs. Shark
Mike Muldoon e John Gaviglio, insieme a Mark Maynard, hanno fondato una nuova band chiamata Cannons, di base a Brooklyn.
Right Now, You're in the Best of Hands... e Terrorhawk sono stati pubblicati su vinile dalla Friction Records, con due bonus track nel primo dei due CD: California Hot Seat (dall'EP (1653) e June 7. Inoltre è stata pubblicata una nuova versione di Terrorhawk, con la grafica realizzata da Jeff VandenBerg.
Marc Paffi è stato ospite nella traccia 1999 della band If He Dies He Dies, pubblicata in Conquistador su Friction Records.
Marc Paffi, Mike Muldoon e Brandon Moss hanno formato un nuovo gruppo chiamato Champions of History.
Brandon Moss ora è componente di Bars of Gold (insieme a Marc Paffi), Wildcatting e Don't Stand So Close to Me.
John Gaviglio al momento suona nei Big Hands.

## Formazione

### Ultima
- Marc Paffi - voce, chitarra, tastiere
- Derek Kiesgen - chitarra, basso
- Mike Muldoon - chitarra, basso, tastiere
- John Gaviglio - chitarra, basso, voce d'accompagnamento
- Ashley Horak - batteria

### Altri componenti
- Brandon Moss - batteria
- David "Spitsticks" - batteria

## Discography
| Titolo                                    | Data di pubblicazione | Etichetta            |
| ----------------------------------------- | --------------------- | -------------------- |
| 1653 (EP)                                 | 2001                  | Autoprodotto         |
| Right Now, You're in the Best of Hands... | 22 luglio 2003        | Equal Vision Records |
| Terrorhawk                                | 14 giugno 2005        | Equal Vision Records |